# Rhyssemus hottentottus
Rhyssemus hottentottus är en skalbaggsart som beskrevs av Rudolph Petrovitz 1963. Rhyssemus hottentottus ingår i släktet Rhyssemus och familjen Aphodiidae. Inga underarter finns listade i Catalogue of Life.